# Handball-Europameisterschaft der Männer 2008/Qualifikation
Diese Seite beschreibt die Qualifikation zur 8. Handball-Europameisterschaft 2008 der Männer. An der Qualifikation waren 32 Nationen beteiligt, von denen sich 9 Mannschaften für die Endrunde in Norwegen qualifizierten. Neben der norwegischen Männer-Handballnationalmannschaft, als Veranstalter, waren die besten sechs Mannschaften der EM 2006, also Titelverteidiger Frankreich sowie Spanien, Dänemark, Kroatien, Deutschland und Russland direkt qualifiziert.

## Legende
| Pl. = Platz | S = Anzahl der Spiele | S = Anzahl der Siege | U = Anzahl der Unentschieden | N = Anzahl der Niederlagen |
|             | TV = Torverhältnis    | TD = Tordifferenz    | P = Anzahl der Punkte        |                            |

## Qualifikation
An der Qualifikation nahmen 32 Mannschaften teil. Diese mussten in sieben Gruppen – fünf Gruppen zu jeweils vier Mannschaften und zwei Gruppen zu jeweils drei Mannschaften – gegeneinander antreten. Die Gruppensieger und die Gruppenzweiten der Gruppen mit vier Mannschaften waren für die Play-off-Runde startberechtigt, wo weitere sechs für die Play-off-Spiele gesetzte Teams hinzu kamen.

### Gruppe 1
| Pl. | Mannschaft      | Sp | S | U | N | TV      | TD  | P |
| --- | --------------- | -- | - | - | - | ------- | --- | - |
| 1.  | Belarus         | 3  | 3 | 0 | 0 | 100:074 | +26 | 6 |
| 2.  | Slowakei        | 3  | 2 | 0 | 1 | 100:074 | +26 | 4 |
| 3.  | Republik Zypern | 3  | 1 | 0 | 2 | 071:086 | −15 | 2 |
| 4.  | Moldau          | 3  | 0 | 0 | 3 | 073:110 | −37 | 0 |

|                 | Belarus 1995 | Slowakei | Zypern Republik | Moldau Republik |
| Belarus         |              | 29:27    | 31:23           | 40:24           |
| Slowakei        | –            |          | 31:20           | 42:25           |
| Republik Zypern | –            | –        |                 | 28:24           |
| Moldau          | –            | –        | –               |                 |

| Spieltag   | Spielort | Mannschaft 1    |   | Mannschaft 2    | Ergebnis |
| ---------- | -------- | --------------- | - | --------------- | -------- |
| 19.01.2007 | Brest    | Slowakei        | – | Republik Zypern | 31:20    |
| 19.01.2007 | Brest    | Belarus         | – | Moldau          | 40:24    |
| 20.01.2007 | Brest    | Moldau          | – | Slowakei        | 25:42    |
| 20.01.2007 | Brest    | Republik Zypern | – | Belarus         | 23:31    |
| 21.01.2007 | Brest    | Republik Zypern | – | Moldau          | 28:24    |
| 21.01.2007 | Brest    | Slowakei        | – | Belarus         | 27:29    |

### Gruppe 2
| Pl. | Mannschaft | Sp | S | U | N | TV      | TD  | P |
| --- | ---------- | -- | - | - | - | ------- | --- | - |
| 1.  | Serbien    | 6  | 4 | 1 | 1 | 220:164 | +56 | 9 |
| 2.  | Mazedonien | 6  | 4 | 1 | 1 | 185:179 | +06 | 9 |
| 3.  | Israel     | 6  | 3 | 0 | 3 | 172:174 | −02 | 6 |
| 4.  | Luxemburg  | 6  | 0 | 0 | 6 | 149:209 | −60 | 0 |

|            | Serbien | Nordmazedonien | Israel | Luxemburg |
| Serbien    |         | 42:28          | 37:27  | 40:24     |
| Mazedonien | 32:32   |                | 27:26  | 35:25     |
| Israel     | 30:29   | 28:30          |        | 35:26     |
| Luxemburg  | 23:40   | 26:33          | 25:26  |           |

| Spieltag   | Spielort  | Mannschaft 1 |   | Mannschaft 2 | Ergebnis |
| ---------- | --------- | ------------ | - | ------------ | -------- |
| 03.01.2007 | Strumica  | Mazedonien   | – | Luxemburg    | 35:25    |
| 04.01.2007 | Belgrad   | Serbien      | – | Israel       | 37:27    |
| 06.01.2007 | Ra’anana  | Israel       | – | Serbien      | 30:29    |
| 06.01.2007 | Luxemburg | Luxemburg    | – | Mazedonien   | 26:33    |
| 10.01.2007 | Luxemburg | Luxemburg    | – | Serbien      | 23:40    |
| 10.01.2007 | Ra’anana  | Israel       | – | Mazedonien   | 28:30    |
| 13.01.2007 | Kac       | Serbien      | – | Luxemburg    | 40:24    |
| 13.01.2007 | Skopje    | Mazedonien   | – | Israel       | 27:26    |
| 17.01.2007 | Ohrid     | Mazedonien   | – | Serbien      | 32:32    |
| 17.01.2007 | Luxemburg | Luxemburg    | – | Israel       | 25:26    |
| 20.01.2007 | Niš       | Serbien      | – | Mazedonien   | 42:28    |
| 21.01.2007 | Ra’anana  | Israel       | – | Luxemburg    | 35:26    |

### Gruppe 3
| Pl. | Mannschaft | Sp | S | U | N | TV      | TD  | P  |
| --- | ---------- | -- | - | - | - | ------- | --- | -- |
| 1.  | Rumänien   | 6  | 6 | 0 | 0 | 203:153 | +50 | 12 |
| 2.  | Lettland   | 6  | 4 | 0 | 2 | 187:167 | +20 | 08 |
| 3.  | Bulgarien  | 6  | 1 | 0 | 5 | 140:171 | −31 | 02 |
| 4.  | Georgien   | 6  | 1 | 0 | 5 | 140:179 | −39 | 02 |

|           | Rumänien | Lettland | Bulgarien | Georgien |
| Rumänien  |          | 41:31    | 38:24     | 30:24    |
| Lettland  | 26:30    |          | 29:23     | 38:20    |
| Bulgarien | 24:30    | 24:31    |           | 24:21    |
| Georgien  | 24:34    | 28:32    | 22:21     |          |

| Spieltag   | Spielort  | Mannschaft 1 |   | Mannschaft 2 | Ergebnis |
| ---------- | --------- | ------------ | - | ------------ | -------- |
| 03.01.2007 | Riga      | Lettland     | – | Georgien     | 38:20    |
| 04.01.2007 | Constanța | Rumänien     | – | Bulgarien    | 38:24    |
| 07.01.2007 | Tiflis    | Georgien     | – | Lettland     | 29:32    |
| 07.01.2007 | Gabrowo   | Bulgarien    | – | Rumänien     | 24:30    |
| 10.01.2007 | Gabrowo   | Bulgarien    | – | Lettland     | 24:31    |
| 12.01.2007 | Tiflis    | Georgien     | – | Rumänien     | 24:34    |
| 14.01.2007 | Constanța | Rumänien     | – | Georgien     | 30:24    |
| 14.01.2007 | Riga      | Lettland     | – | Bulgarien    | 29:23    |
| 17.01.2007 | Riga      | Lettland     | – | Rumänien     | 26:30    |
| 19.01.2007 | Tiflis    | Georgien     | – | Bulgarien    | 22:21    |
| 21.01.2007 | Constanța | Rumänien     | – | Lettland     | 41:31    |
| 21.01.2007 | Gabrowo   | Bulgarien    | – | Georgien     | 24:21    |

### Gruppe 4
| Pl. | Mannschaft  | Sp | S | U | N | TV      | TD  | P  |
| --- | ----------- | -- | - | - | - | ------- | --- | -- |
| 1.  | Montenegro  | 6  | 5 | 1 | 0 | 200:171 | +29 | 11 |
| 2.  | Niederlande | 6  | 3 | 1 | 2 | 186:186 | ±0  | 07 |
| 3.  | Österreich  | 6  | 3 | 0 | 3 | 183:178 | +05 | 06 |
| 4.  | Finnland    | 6  | 0 | 0 | 6 | 165:199 | −34 | 0  |

|             | Montenegro | Niederlande | Osterreich | Finnland |
| Montenegro  |            | 32:27       | 31:24      | 41:27    |
| Niederlande | 33:33      |             | 27:26      | 33:29    |
| Österreich  | 34:35      | 37:31       |            | 33:28    |
| Finnland    | 26:28      | 29:35       | 26:29      |          |

| Spieltag   | Spielort     | Mannschaft 1 |   | Mannschaft 2 | Ergebnis |
| ---------- | ------------ | ------------ | - | ------------ | -------- |
| 03.01.2007 | Vantaa       | Finnland     | – | Montenegro   | 26:28    |
| 04.01.2007 | Innsbruck    | Österreich   | – | Niederlande  | 37:31    |
| 06.01.2007 | Budva        | Montenegro   | – | Finnland     | 41:27    |
| 07.01.2007 | Emmen        | Niederlande  | – | Österreich   | 27:26    |
| 10.01.2007 | Cetinje      | Montenegro   | – | Österreich   | 31:24    |
| 10.01.2007 | Eindhoven    | Niederlande  | – | Finnland     | 33:29    |
| 13.01.2007 | Vantaa       | Finnland     | – | Niederlande  | 29:35    |
| 13.01.2007 | Stockerau    | Österreich   | – | Montenegro   | 34:35    |
| 16.01.2007 | Vantaa       | Finnland     | – | Österreich   | 26:29    |
| 17.01.2007 | Bijelo Polje | Montenegro   | – | Niederlande  | 32:27    |
| 20.01.2007 | Traun        | Österreich   | – | Finnland     | 33:28    |
| 21.01.2007 | Panningen    | Niederlande  | – | Montenegro   | 33:33    |

### Gruppe 5
| Pl. | Mannschaft | Sp | S | U | N | TV      | TD  | P  |
| --- | ---------- | -- | - | - | - | ------- | --- | -- |
| 1.  | Schweiz    | 6  | 6 | 0 | 0 | 186:151 | +35 | 12 |
| 2.  | Litauen    | 6  | 3 | 0 | 3 | 186:188 | −02 | 06 |
| 3.  | Italien    | 6  | 2 | 0 | 4 | 173:187 | −14 | 04 |
| 4.  | Türkei     | 6  | 1 | 0 | 5 | 167:186 | −19 | 02 |

|         | Schweiz | Lettland | Italien | Turkei |
| Schweiz |         | 33:29    | 27:21   | 32:21  |
| Litauen | 30:35   |          | 32:28   | 35:28  |
| Italien | 26:34   | 35:29    |         | 33:32  |
| Türkei  | 24:25   | 29:31    | 33:30   |        |

| Spieltag   | Spielort    | Mannschaft 1 |   | Mannschaft 2 | Ergebnis |
| ---------- | ----------- | ------------ | - | ------------ | -------- |
| 03.01.2007 | Alytus      | Litauen      | – | Italien      | 32:28    |
| 03.01.2007 | Bern        | Schweiz      | – | Türkei       | 32:21    |
| 06.01.2007 | Mezzocorona | Italien      | – | Litauen      | 35:29    |
| 07.01.2007 | Adana       | Türkei       | – | Schweiz      | 24:25    |
| 10.01.2007 | Adana       | Türkei       | – | Litauen      | 29:31    |
| 10.01.2007 | Brixen      | Italien      | – | Schweiz      | 26:34    |
| 13.01.2007 | Aarau       | Schweiz      | – | Italien      | 27:21    |
| 14.01.2007 | Varėna      | Litauen      | – | Türkei       | 35:28    |
| 17.01.2007 | Alytus      | Litauen      | – | Schweiz      | 30:35    |
| 17.01.2007 | Mezzocorona | Italien      | – | Türkei       | 33:32    |
| 21.01.2007 | St. Gallen  | Schweiz      | – | Litauen      | 33:29    |
| 21.01.2007 | Adana       | Türkei       | – | Italien      | 33:30    |

### Gruppe 6
| Pl. | Mannschaft   | Sp | S | U | N | TV      | TD  | P |
| --- | ------------ | -- | - | - | - | ------- | --- | - |
| 1.  | Portugal     | 4  | 3 | 0 | 1 | 115:094 | +21 | 6 |
| 2.  | Griechenland | 4  | 3 | 0 | 1 | 107:098 | +09 | 6 |
| 3.  | Estland      | 4  | 0 | 0 | 4 | 095:125 | −30 | 0 |

|              | Portugal | Griechenland | Estland |
| Portugal     |          | 24:20        | 34:23   |
| Griechenland | 27:26    |              | 31:23   |
| Estland      | 24:31    | 25:29        |         |

| Spieltag   | Spielort     | Mannschaft 1 |   | Mannschaft 2 | Ergebnis |
| ---------- | ------------ | ------------ | - | ------------ | -------- |
| 03.01.2007 | Rio Maior    | Portugal     | – | Estland      | 34:23    |
| 07.01.2007 | Polva        | Estland      | – | Portugal     | 24:31    |
| 10.01.2007 | Kehra        | Estland      | – | Griechenland | 25:29    |
| 13.01.2007 | Thessaloniki | Griechenland | – | Estland      | 31:23    |
| 18.01.2007 | Thessaloniki | Griechenland | – | Portugal     | 27:26    |
| 21.01.2007 | Lagos        | Portugal     | – | Griechenland | 24:20    |

### Gruppe 7
| Pl. | Mannschaft          | Sp | S | U | N | TV      | TD  | P |
| --- | ------------------- | -- | - | - | - | ------- | --- | - |
| 1.  | Schweden            | 4  | 4 | 0 | 0 | 139:106 | +33 | 8 |
| 2.  | Bosnien-Herzegowina | 4  | 2 | 0 | 2 | 143:121 | +22 | 4 |
| 3.  | Belgien             | 4  | 0 | 0 | 4 | 109:164 | −55 | 0 |

|                     | Schweden | Bosnien und Herzegowina | Belgien |
| Schweden            |          | 27:25                   | 38:22   |
| Bosnien-Herzegowina | 30:36    |                         | 43:25   |
| Belgien             | 29:38    | 33:45                   |         |

| Spieltag   | Spielort    | Mannschaft 1        |   | Mannschaft 2        | Ergebnis |
| ---------- | ----------- | ------------------- | - | ------------------- | -------- |
| 04.01.2007 | Trollhättan | Schweden            | – | Belgien             | 38:22    |
| 06.01.2007 | Kortrijk    | Belgien             | – | Schweden            | 29:38    |
| 12.01.2007 | Hasselt     | Belgien             | – | Bosnien-Herzegowina | 33:45    |
| 14.01.2007 | Visoko      | Bosnien-Herzegowina | – | Belgien             | 43:25    |
| 19.01.2007 | Visoko      | Bosnien-Herzegowina | – | Schweden            | 30:36    |
| 21.01.2007 | Örebro      | Schweden            | – | Bosnien-Herzegowina | 27:25    |

## Play-off-Runde
Zu den Gruppensiegern und Gruppenzweiten der Qualifikation kamen sechs aufgrund der Rangliste gesetzte Mannschaften hinzu. Dies waren Island, Polen, Slowenien, Tschechien, Ukraine und Ungarn. Diese ermittelten im K.-o.-System die restlichen neun Teilnehmer für die Endrunde 2006. Die Auslosung ergab folgende Spielpaarungen:
| Spieltag   | Spielort       | Mannschaft 1 |   | Mannschaft 2 | Ergebnis | qualifiziert |
| ---------- | -------------- | ------------ | - | ------------ | -------- | ------------ |
| 16.06.2007 | Kielce         | Polen        | – | Niederlande  | 41:27    | Polen        |
| 09.06.2007 | Eindhoven      | Niederlande  | – | Polen        | 20:31    | Polen        |
| 10.06.2007 | Kaunas         | Lettland     | – | Ungarn       | 23:28    | Ungarn       |
| 16.06.2007 | Tiszaújváros   | Ungarn       | – | Lettland     | 31:30    | Ungarn       |
| 10.06.2007 | Saporischschja | Ukraine      | – | Slowakei     | 29:28    | Slowakei     |
| 16.06.2007 | Levice         | Slowakei     | – | Ukraine      | 35:19    | Slowakei     |
| 09.06.2007 | Maribor        | Slowenien    | – | Mazedonien   | 33:28    | Slowenien    |
| 16.06.2007 | Skopje         | Mazedonien   | – | Slowenien    | 32:33    | Slowenien    |
| 10.06.2007 | Riga           | Lettland     | – | Tschechien   | 30:21    | Tschechien   |
| 16.06.2007 | Chomutov       | Tschechien   | – | Lettland     | 33:26    | Tschechien   |
| 09.06.2007 | Brest          | Belarus      | – | Schweiz      | 33:24    | Belarus      |
| 17.06.2007 | Sursee         | Schweiz      | – | Belarus      | 30:28    | Belarus      |
| 10.06.2007 | Karlskrona     | Schweden     | – | Rumänien     | 36:25    | Schweden     |
| 17.06.2007 | Constanța      | Rumänien     | – | Schweden     | 34:33    | Schweden     |
| 10.06.2007 | Lagos          | Portugal     | – | Montenegro   | 28:30    | Montenegro   |
| 17.06.2007 | Bijelo Polje   | Montenegro   | – | Portugal     | 33:27    | Montenegro   |
| 09.06.2007 | Niš            | Serbien      | – | Island       | 30:29    | Island       |
| 17.06.2007 | Reykjavík      | Island       | – | Serbien      | 42:42    | Island       |